# 和雨·和你
《和雨·和你》是由二階堂幸繪製的生活片段題材日本漫畫作品，於2020年8月17日開始於《週刊Young Magazine》連載，已發行8卷單行本，其改編動畫在2025年7月播映。

## 劇情簡介
一名沒帶傘的女子在下雨天回家時，在路邊的一個盒子裡發現了一隻自稱是狗的狸貓，還翻出寫有「我很好養」的標語。儘管不能確定物種，但無礙其身上發出的既可愛又多才多藝特質。不幸的是，女子沒有時間養寵物，正當她要離開之際，「狗」遞給女子一把折傘。最終該女子開口說道：「要來我家嗎？」從此一人一「狗」的故事正式展開。

## 登場角色
以下聲優如無特殊說明，均為電視動畫聲優。

### 主要角色
藤（聲：飯田里穗（CM）／早見沙織（電視動畫））
本名不明，獨居的小説家，留著黑色短髮，容姿秀麗的高佻女性，有一位猶如餅印一般的攣生弟弟。個性冷靜沉著，甚少說話和表達自己的情緒，但實際上心思細膩，只是不喜歡用語言訴說自己的感受。
自述自己寫的是愛情小說，但因為害羞而不太願意讓親友閱讀自己的作品。
在某個下雨天認養了一隻貍貓，此後總是似有似無地「無視」其物種身份，將牠視作「狗」來對待，介紹給別人也常稱其是一隻「多才多藝的狗」。和其寵物之間的有著很好的關係，經常帶牠一起散步。
你（聲：麥穗杏菜）
藤撿到的一隻貍貓，沒有起名，多被稱作「狗」或「你」，非常聰明，能理解人類的語言，進行交流時會在畫簿上書寫，雙爪也十分靈活，甚至可以用叉子吃蛋糕。
從外表看就是一隻貍貓，但遇到人類時會拿著稱自己是「狗」的標語，而包括其飼主在內都認為它是一隻狗，當快要被揭穿其實是狸貓時會利用翻肚等方式，讓人認為牠是一隻「狗」。

### 其他角色
辰雄（聲：上田燿司）
藤的父親，戒煙當中的義大利菜廚師，把「你」當作「天使」一般溺愛，但偶爾會對牠的一些類人舉動感到驚訝。患有某種眼疾，因此總是按照醫生的建議戴著太陽眼鏡。
道子（聲：園崎未惠）
藤的母親，對其丈夫十分嚴格，會限制他的糖攝取量。
輝（聲：戶谷菊之介）
藤的雙胞胎弟弟，快要當爸爸的已婚者，有著與其姐姐幾乎一模一樣的臉孔，以至讓剛醒來的「你」不知所措。有養一隻黑貓。
和子（聲：花守由美里）
藤和輝從小到大的青梅竹馬，輝的妻子，原插畫相關工作者，現正因身懷六甲暫別職場。對將有孩子一事充滿期待，同時有點擔心此後的生活會發生什麼變化。
克勞潔·艾拉·希依（Ella Kii Klause，聲：飯田里穗（CM）／湯本柚子（電視動畫））
住在藤公寓隔壁的少女，父親是日本人，母親則是德國人，非常仰慕藤，總是問她各式各樣的問題 。
黃豆粉
希依飼養的柴犬，性情兇惡，對「你」有著明顯的敵意。
獸醫先生（聲：下鶴直幸（CM）／茶風林（電視動畫））
附近一家獸醫醫院的醫生，每次與「你」碰面時都會懷疑其真正物種，但嘗試時每每被牠以強調自己是一隻狗而被蒙混過去。
美美（聲：鎌倉有那）
藤在高中開始便認識的好友，看似冷酷的美人，但其實十分喜歡小動物，總是當著「你」的面前說牠不可愛，卻每次都會滿足其要求。擅長烹飪，主角藤認為對方是不懂浪漫的笨蛋而不讓其閱讀自己的小說。
蓮（聲：佐藤聰美）
藤在高中開始便認識的好友，溫柔友善的美人，從事律師工作。經常吐嘈美美口不對心，因此很快就跟「你」打成一片。是主角藤唯一願意讓對方閱讀自己作品的友人。

## 創作
《和雨·和你》為二階堂幸在其前作《姬川的懶人飯》（ヒメの惰飯）於2018年結束連載後開始創作的漫畫，但並不打算連載。到了2020年7月，講談社旗下的BE·LOVE編輯部將二階堂的7部未連載漫畫匯總成短篇集出版，她也因此在個人Twitter上發佈自己的作品，幫忙宣傳。由於沒有時間從頭開始繪製新作的關係，二階堂僅上傳了其中四頁仍未成形的《和雨·和你》，卻萬萬想不到大受歡迎，分別獲得近兩萬次轉發及約九萬的讚數。
在四頁漫畫爆紅後，來自《週刊Young Magazine》的編輯兼舊相識鈴木一司聯繫上二階堂，希望她同意連載。後者起初婉拒，坦言沒有能延伸出完整劇情的自信。儘管如此，鈴木仍認為《和雨·和你》有發展下去的價值。二階堂畫出接續的五話（20頁）後，決定將一人一狸的故事好好地描繪成一部作品，並隨即答應鈴木的連載請求。

## 出版書籍
《和雨·和你》由二階堂幸主筆，並在2020年8月17日開始在講談社旗下的《週刊Young Magazine》連載，首本單行本在2021年3月5日發行，目前已發行8卷。
北美地區方面，《和雨·和你》由Kodansha Comics USA代理，並在2021年11月23日發佈了首本漫畫電子書。
| 冊數 | 講談社        | 講談社                 | 東立出版社     | 東立出版社             |
| 冊數 | 發售日期      | ISBN                   | 發售日期       | ISBN                   |
| ---- | ------------- | ---------------------- | -------------- | ---------------------- |
| 1    | 2021年3月5日  | ISBN 978-4-06-522583-7 | 2022年1月24日  | ISBN 978-9-57-267968-5 |
| 2    | 2021年9月6日  | ISBN 978-4-06-524749-5 | 2022年12月30日 | ISBN 978-9-57-267951-7 |
| 3    | 2022年3月4日  | ISBN 978-4-06-527052-3 | 2023年7月28日  | ISBN 978-9-57-269106-9 |
| 4    | 2022年9月6日  | ISBN 978-4-06-529068-2 | 2024年10月14日 | ISBN 978-626-02-2636-7 |
| 5    | 2023年5月8日  | ISBN 978-4-06-531378-7 |                |                        |
| 6    | 2023年12月6日 | ISBN 978-4-06-533932-9 |                |                        |
| 7    | 2024年9月5日  | ISBN 978-4-06-535820-7 |                |                        |
| 8    | 2025年7月4日  | ISBN 978-4-06-540170-5 |                |                        |

## 电视动画
于2025年7月播出。

### 制作人员
- 原作：二阶堂幸
- 导演：月见里智弘
- 剧本统筹：待田堂子
- 角色设计：大和田彩乃
- 动物角色设计：
- 角色设计辅佐：高津智子、佐藤绫子
- 美术监督：中村典史
- 色彩设计：昇晴子
- 摄影监督：小西庸平
- 3D监督：小川耕平
- 音响监督：吉田光平
- 音响效果：齐藤道代
- 录音：光山利央
- 剪辑：渡边千波
- 音乐：石塚玲依
- 制作人：林郁美、日野亮、大和雅惠、黑须信彦、伊藤涩太、岩田皐希、野边伸泰、小泽文启、松井优子
- 动画制作人：清水香梨子
- 总制作人：杉山登、古川慎、饭岛江美子、相原勉、户田和宏、白仓由纪子、安藤盛治、杉田仁
- 动画制作：Lesprit
- 制作：和雨·和你制作委员会

### 主题曲
片头曲
演唱、作词：铃木真海子，作曲：铃木真海子、ryo takahashi，编曲：ryo takahashi
片尾曲filled
演唱、作词、作曲：菅原圭，编曲：Naoki Itai

### 各话列表
| 话数  | 标题       | 剧本       | 分镜       | 演出       | 作画监督 | 总作画监督               | 首播日期      |
| ----- | ---------- | ---------- | ---------- | ---------- | --- | ------------------------ | ------------- |
| 第1话 | 天阴欲雨   | 待田堂子   | 月见里智弘 | 月见里智弘 | 佐藤绫子、桥本和纪、醍醐甘郎、舘崎大                                                                                    | 大和田彩乃               | 2025年 7月6日 |
| 第2话 | 西阳       | 待田堂子   | 高津智子   | 高津智子   | Heo Hye Jung、初谷绫子、渡边伸弘、舘崎大                                                                                | 大和田彩乃、Heo Hye Jung | 7月13日       |
| 第3话 | 朋友       | 横手美智子 | 江副仁美   | 江副仁美   | 永田文宏、初谷绫子、桥本和纪、Kim Yu sun、Lee Sang jin、Lee Jae min、Lee Jong man、Ho seung jin                         | 大和田彩乃               | 7月20日       |
| 第4话 | 夏日祭典   | 待田堂子   | 高津智子   | 高津智子   | Chang Bum Chul、Lee Seok Yoon、Hwang Bi Hong、Kang Min Young、Kim Woong Gi、佐藤綾子、舘崎大、醍醐甘郎                  | Kim Hyeon Ok             | 7月27日       |
| 第5话 | 同一輪月亮 | 待田堂子   | 高津智子   | 高津智子   | Hwang Bi Hong、Kang Min Young、Kim Ung Gi、醍醐甘郎、舘崎大、九鬼朱                                                     | Hwang Bi Hong            | 8月3日        |
| 第6话 | 貓與南瓜   | 横手美智子 | 矢立京     | 小坂春女   | 醍醐甘郎、佐藤綾子、羽根田弓子、lolroute、高津智子                                                                      | 大和田彩乃               | 8月10日       |
| 第7话 | 平淡無奇   | 横手美智子 | 江副仁美   | 江副仁美   | Kim Yu sun、Lee Sang jin、Lee Jae min、Lee Jong man、Ho seung jin、高津智子、福崎亮、醍醐甘郎、舘崎大、佐藤綾子、矢立京 | 大和田彩乃               | 8月17日       |

### BD
| 卷数 | 发售日期           | 收录话数     | 规格编号  |
| ---- | ------------------ | ------------ | --------- |
| BOX  | 2025年12月24日预定 | 第1话—第12话 | UNXA-1008 |

## 評價
Anime News Network的蕾貝卡·西爾弗曼（Rebecca Silverman）看完《和雨·和你》的頭兩卷單行本後，對其劇情以及繪畫風格表示讚賞，並指出：「《和雨·和你》是一部講述一位女性和其寵物之間關係的作品，節奏緩慢、卻討人歡喜。寵物的物種真的有那麼重要嗎？也許啦，但我認為這系列之所以受人憐愛，主要在於只要坐下來，就能輕而易舉地享受起這場視覺盛宴」。Honey's Anime的哈利·努格拉哈（Harry Nugraha）指出《和雨·和你》第1卷單行本儘管每話只有四至五頁，但卻充滿著風趣、甜蜜又溫馨的時刻，不禁令閱者莞爾而笑；二階堂幸優美的畫風，也能讓人輕易而舉地注意到場景中微小的細節。他如此結論：「若然只想放鬆一下或享受休息時間，《和雨·和你》絕對是不二之選」。於CM中為「姊姊」（藤）獻聲的飯田里穗則形容《和雨·和你》在以溫馨節奏描繪日常生活的同時，人物、情節及對話卻發人深省，這種配合使她猶如上癮一般想不斷地閱讀這部漫畫。
2021年在講談社主辦由全國書店店員投票遴選前十部「有趣且值得推薦的漫畫作品」的獎項「講談社真心推薦！漫畫展2021（日語：講談社ガチ！マンガフェア2021）」榜上有名。在2022年下一部人氣漫畫大賞中，《和雨·和你》在該獎的紙本漫畫類別中脫穎而出，於50本候選作品中名列殿軍。

## 外部連結
- 官方网站 （日語）
- 和雨·和你的X（前Twitter）
- 電視動畫官方網站 （日語）
- 電視動畫的X（前Twitter）
- 和雨·和你在動畫新聞網百科全書中的資料（英文）